# Henry M. Jackson Federal Building
Le Henry M. Jackson Federal Building   est un gratte-ciel de bureaux de 148 mètres de hauteur construit à Seattle aux États-Unis dans l'État de Washington de 1971 à 1974. L'immeuble surnomme 'JFB' porte le nom d'un sénateur américain mort en 1983. L'immeuble a remporté le American Institute of Architects Honor Award en 1976.
Les architectes sont les agences Bassetti Architects, John Graham & Associates, DLR Group
En janvier 2006 l'immeuble a connu une rénovation pour un montant de 36 millions de $ comprenant un renforcement de la résistance aux séismes et une rénovation des ascenseurs et des systèmes mécaniques.